# 約翰·W·皮利
約翰·W·皮利（英語：John W. Pilley，1928年7月1日—2018年6月17日）是一名美國行為心理學家，最為人所知的是他與他的邊境牧羊犬切瑟對犬類認知和語言學習的研究。他是伍佛德學院心理學系的榮譽教授，一生熱衷於皮划艇運動。皮利於2016年獲伍佛德學院頒發心理學榮譽博士。

## 教育
皮利畢業於亞伯林基督教大學。他曾就讀於佩珀代因大學，並在普林斯頓神學院獲得神學學位。他獲得史丹森大學和孟菲斯大學的碩士學位，並在該大學獲得心理學博士學位。

## 職業生涯
由於媒體對切瑟的熱烈報導，皮利被邀請撰寫一本關於他與切瑟以及切瑟之前的狗狗的旅程的書籍。2013年，皮利與作家希拉里·辛斯曼（Hilary Hinzmann）合作撰寫《Chaser: Unlocking the Genius of the Dog Who Knows a Thousand Words》一書，並成為《紐約時報》暢銷書。訓練切瑟是他最顯著的成就，因為切瑟可以辨識1022個單字或項目。